# Bell Challenge 2002
Il Bell Challenge 2002 è stato un torneo di tennis giocato sul cemento indoor. È stata la 10ª edizione del Bell Challenge, che fa parte della categoria Tier III nell'ambito del WTA Tour 2002. Si è giocato al PEPS sport complex di Québec in Canada, dal 16 al 22 settembre 2002.

## Campionesse

### Singolare
Elena Bovina ha battuto in finale  Marie-Gaïané Mikaelian con il punteggio di 6–3, 6–4

### Doppio
Samantha Reeves /  Jessica Steck hanno battuto in finale  María Emilia Salerni /  Fabiola Zuluaga con il punteggio di 4–6, 6–3, 7–5